# Fußball-Europameisterschaft 2021/Türkei
Dieser Artikel behandelt die türkische Nationalmannschaft und deren Werdegang zur und während der paneuropäischen Fußball-Europameisterschaft 2021. Für die Türkei ist es insgesamt die fünfte Europameisterschaftsendrunden-Teilnahme, seitdem sich die Türkei 1996 erstmals für eine Europameisterschaft qualifizieren konnte. Zweimal (2004, 2012) verpassten die Türken die Endrunde.

## Qualifikation
Die türkische A-Nationalmannschaft absolvierte die Qualifikation zur Europameisterschaft in der Qualifikations-Gruppe H. Nach der UEFA Nations League 2018/19, bei der die Türkei aus der Liga B sportlich in die Liga C abstieg (vor der Reglementänderung) und somit die Amtszeit von Mircea Lucescu als Nationaltrainer dem Ende nahte, trafen sie im ersten Qualifikationsspiel im März 2019 unter dem alten und neuernannten Nationaltrainer Şenol Güneş auf Albanien und gewannen auswärts 0:2. Dabei betreute der Nationaltrainer Güneş zugleich bis zum Vereinsliga-Saisonende 2018/19 parallel noch Beşiktaş Istanbul. Die Türken gewannen auch die nächsten zwei Spiele gegen Moldau und Gruppenfavoriten / amtierenden Weltmeister Frankreich (2018). Am vierten Spieltag erlitt die Mannschaft von Şenol Güneş ihre erste Niederlage gegen Island, im weiteren Verlauf der Qualifikation blieb es bei dieser einzigen Niederlage. Sie sicherten sich in den nächsten und letzten sechs Qualifikationsspielen vier Siege und zwei Unentschieden. Mit dem letzten Unentschieden gegen Island am vorletzten Spieltag sicherten sich die Türken vorzeitig die direkte Qualifikation zur Endrunde. Die türkische A-Nationalmannschaft beendete die Qualifikation mit nur drei Gegentoren in zehn Gruppenspielen und hatten somit mit Belgien, die auch drei Gegentore kassiert hatten, die beste Verteidigung der Qualifikation mit den wenigsten Gegentoren.

### Spiele
- Alle Torschützenangaben nur aus türkischer Sicht.

| 22. März 2019 | Shkodra           | Albanien        | – | Türkei          | 0:2 (0:1) | 0:1 Burak Yılmaz (21.); 0:2 Hakan Çalhanoğlu (55.)                                        |
| 25. März 2019 | Eskişehir         | Türkei          | – | Republik Moldau | 4:0 (2:0) | 1:0 Hasan Ali Kaldırım (24.); 2:0, 3:0 Cenk Tosun (27., 53.); 4:0 Kaan Ayhan (70.)        |
| 8. Juni 2019  | Konya             | Türkei          | – | Frankreich      | 2:0 (2:0) | 1:0 Kaan Ayhan (30.); 2:0 Cengiz Ünder (40.)                                              |
| 11. Juni 2019 | Reykjavík         | Island          | – | Türkei          | 2:1 (2:1) | 2:1 Dorukhan Toköz                                                                        |
| 7. Sep. 2019  | Istanbul-Beşiktaş | Türkei          | – | Andorra         | 1:0 (0:0) | 1:0 Ozan Tufan (89.)                                                                      |
| 10. Sep. 2019 | Chișinău          | Republik Moldau | – | Türkei          | 0:4 (0:1) | 0:1 Cenk Tosun (37.); 0:2 Deniz Türüç (57.); 0:3 Cenk Tosun (79.); 0:4 Yusuf Yazıcı (88.) |
| 11. Okt. 2019 | Istanbul-Kadıköy  | Türkei          | – | Albanien        | 1:0 (0:0) | 1:0 Cenk Tosun (90.)                                                                      |
| 14. Okt. 2019 | Saint-Denis       | Frankreich      | – | Türkei          | 1:1 (0:0) | 1:1 Kaan Ayhan (82.)                                                                      |
| 14. Nov. 2019 | Istanbul-Sarıyer  | Türkei          | – | Island          | 0:0       |                                                                                           |
| 17. Nov. 2019 | Andorra la Vella  | Andorra         | – | Türkei          | 0:2 (0:2) | 0:1, 0:2 Enes Ünal (17., 21.)                                                             |

### Tabelle
| Pl. | Land            | Sp. | S | U | N | Tore    | Diff. | Punkte |
| --- | --------------- | --- | - | - | - | ------- | ----- | ------ |
| 1.  | Frankreich      | 10  | 8 | 1 | 1 | 025:600 | +19   | 25     |
| 2.  | Türkei          | 10  | 7 | 2 | 1 | 018:300 | +15   | 23     |
| 3.  | Island          | 10  | 6 | 1 | 3 | 014:110 | +3    | 19     |
| 4.  | Albanien        | 10  | 4 | 1 | 5 | 016:140 | +2    | 13     |
| 5.  | Andorra         | 10  | 1 | 1 | 8 | 003:200 | −17   | 04     |
| 6.  | Republik Moldau | 10  | 1 | 0 | 9 | 004:260 | −22   | 03     |

### Top- und Schlüsselspieler
Folgende Fußballspieler der türkischen A-Nationalmannschaft waren Top- und Schlüsselspieler für die Qualifikation zur Endrunde.
- Kaan Ayhan

Der gebürtige Gelsenkirchner und Abwehrspieler Ayhan bestritt in der Qualifikation neun von zehn Spielen. Er glänzte im Spielaufbau mit einer Passgenauigkeit von über 90 % und erzielte als Verteidiger drei Tore unter anderem Wichtige. Zum Beispiel die 1:0-Führung im Hinspiel gegen den amtierenden Weltmeister Frankreich, welches in einem 2:0-Sieg endete. Des Weiteren sorgte er im Rückspiel gegen Frankreich für den 1:1-Ausgleich und -Endstand. Somit verblieb seine Mannschaft gegen den Gruppenfavoriten und amtierenden Weltmeister unbesiegt. Mit seinen fußballerischen Leistungsdaten gehörte Ayhan zu den 50 besten Fußballspielern der Qualifikation.
- Merih Demiral

Der 1,92 m große und Anfang-20-jährige Abwehrchef Demiral bestritt in der Qualifikation alle Spiele. Er gilt aktuell mit 21 Jahren als das größte Talent der Mannschaft und steht beim italienischen Rekordmeister Juventus Turin unter Vertrag. Er glänzte wie auch Ayhan im Spielaufbau mit einer hohen Passgenauigkeit von 90 %. Er leitete als Abwehrchef die Verteidigung seiner Mannschaft und sie verblieben in acht Qualifikationsspielen ohne Gegentreffer. Mit seinen fußballerischen Leistungsdaten war Demiral unter den 100 besten Fußballspielern der Qualifikation, des Weiteren wurde er auf seine fußballerischen Spielposition bezogen in das „Team des Turniers der Quali zur UEFA EURO 2020“ gestellt.
- Mert Günok

Der Torhüter Günok bestritt in der Qualifikation neun von zehn Spielen und kassierte drei Gegentore, in sieben Spielen blieb er ohne Gegentreffer. Damit gehörte der Türke zu den Torhütern mit den wenigsten Gegentoren. Mit seinen fußballerischen Leistungsdaten gehörte Günok wie Demiral zu den 100 besten Fußballspielern der Qualifikation.
- Hakan Çalhanoğlu

Der gebürtige Mannheimer und Offensivspieler Çalhanoğlu bestritt in der Qualifikation neun von zehn Spielen. Er glänzte mit einer Passgenauigkeit von 86 % und mit 18 angekommenen Flanken. Des Weiteren schoss Çalhanoğlu im März 2019 den 0:2-Endstand zum Auswärtssieg gegen Albanien, darüber hinaus bereitete er das Tor im Oktober 2019 zum 1:1-Ausgleich und -Endstand gegen Frankreich vor, somit verblieb seine Mannschaft gegenüber dem Gruppenfavoriten unbesiegt. Mit seinen fußballerischen Leistungsdaten gehörte Çalhanoğlu zu den 200 besten Fußballspielern der Qualifikation.
- Cenk Tosun

Der gebürtige Wetzlarer und kampfstarke Stürmer Tosun war der Top-Torschütze der Türken mit fünf Toren in sechs Qualifikationsspieleinsätzen. Er erzielte wichtige Tore, zum Beispiel den 1:0-Siegtreffer in den Schlussminuten im Oktober 2019 gegen Albanien.

Schlüsselspieler
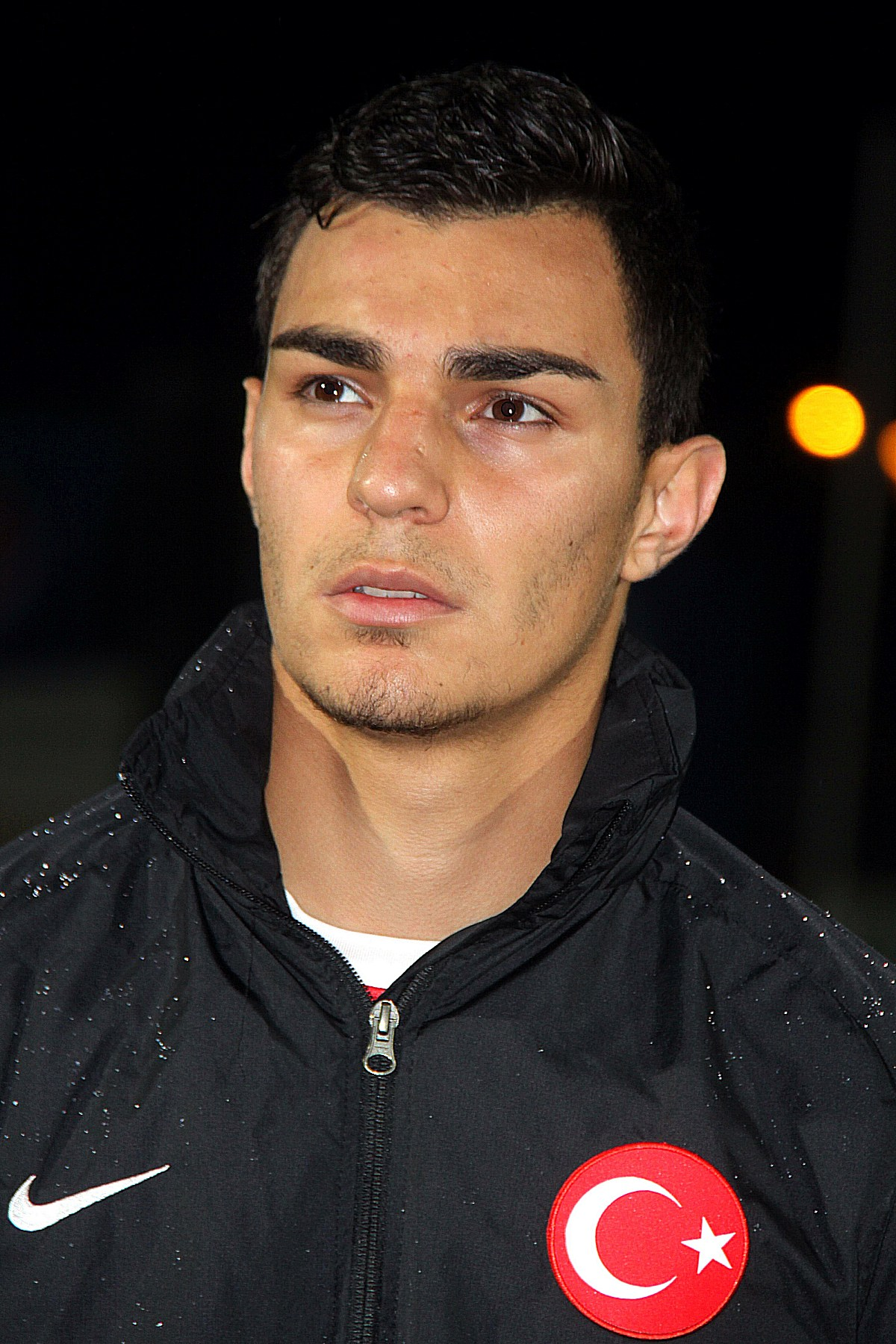
Kaan Ayhan (2013)
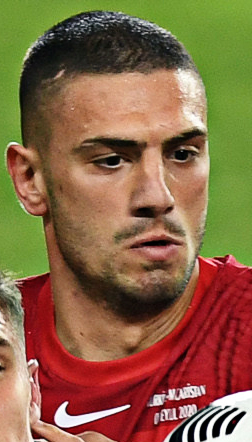
Merih Demiral (2020)
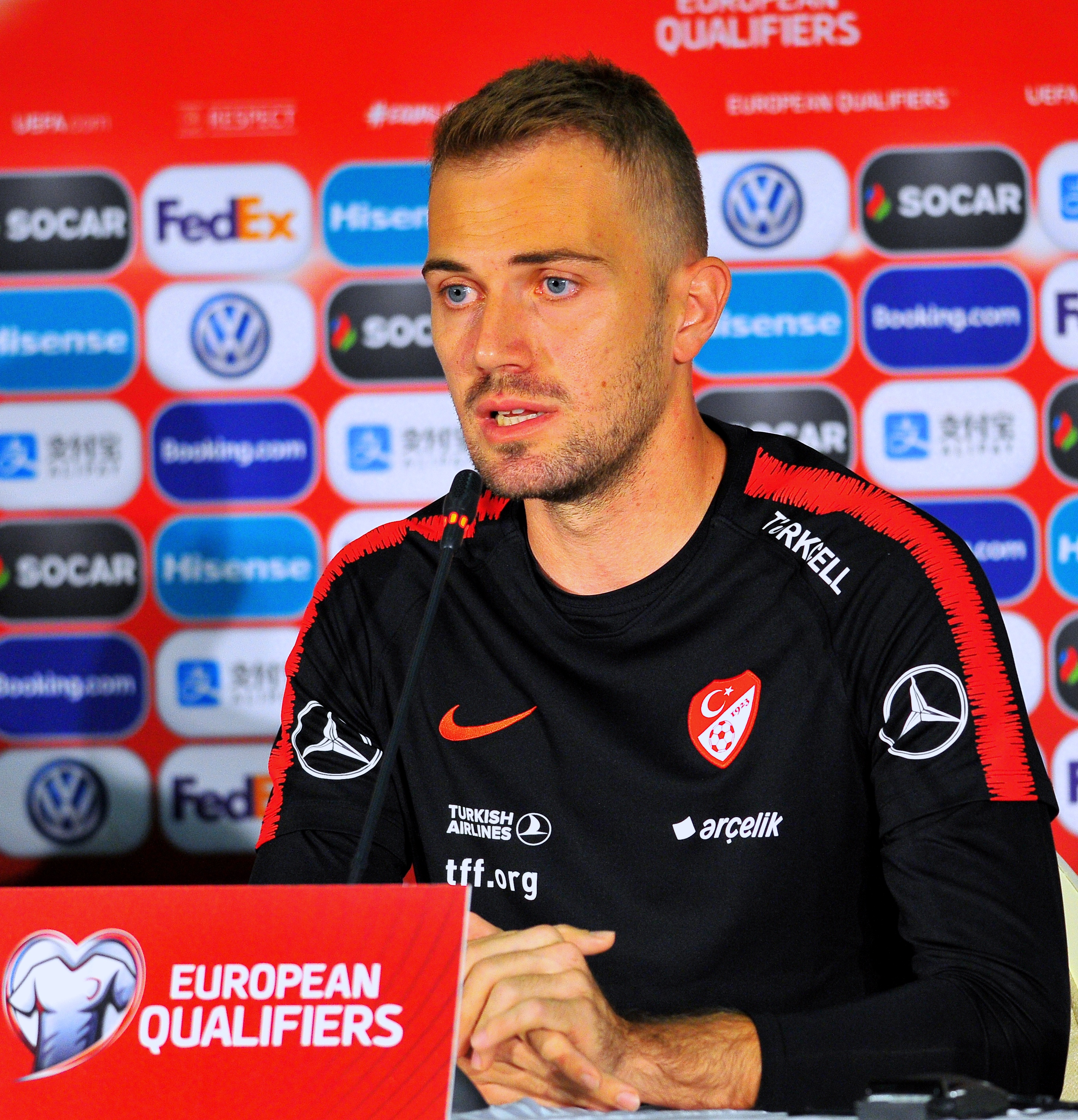
Mert Günok (2019)
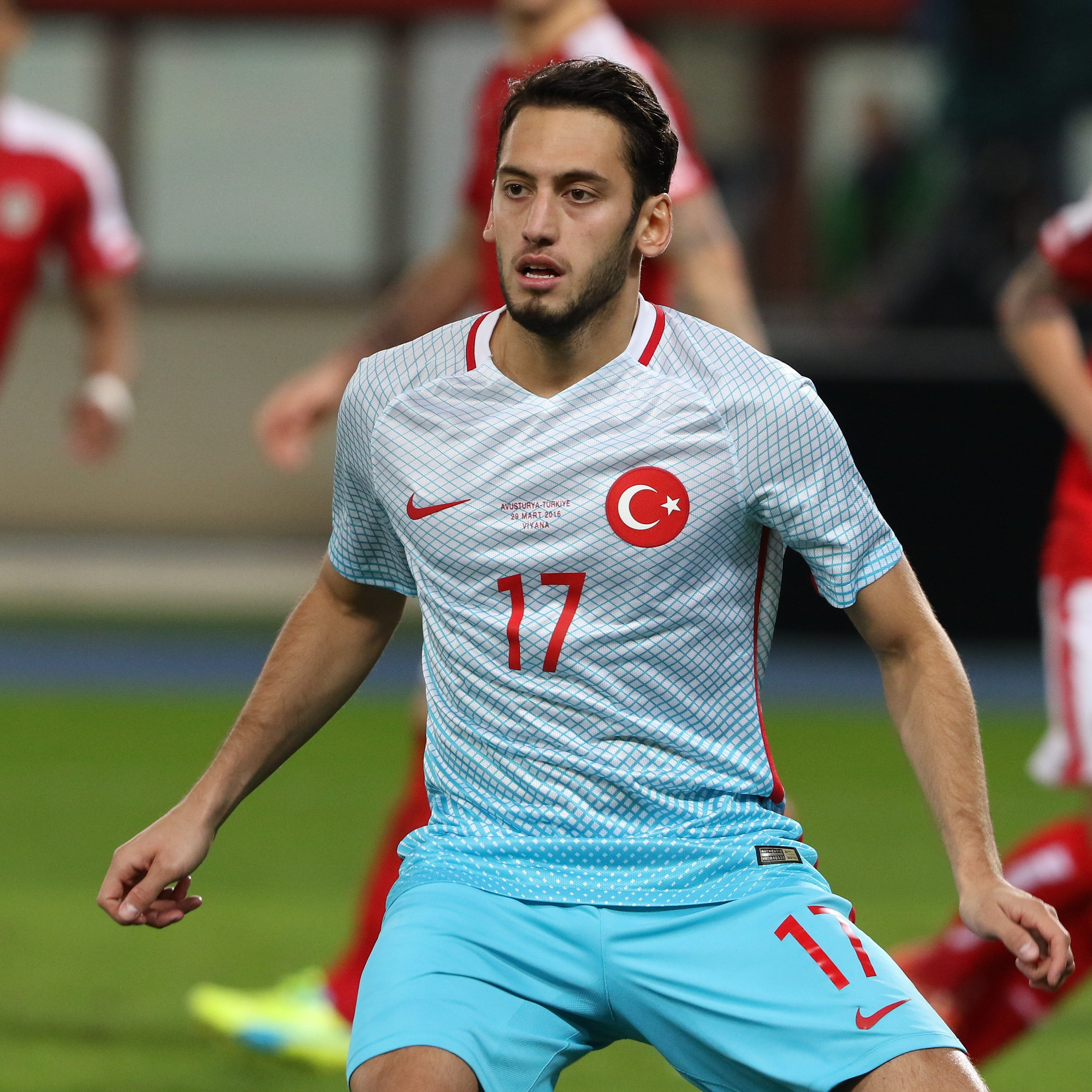
Hakan Çalhanoğlu (2016)
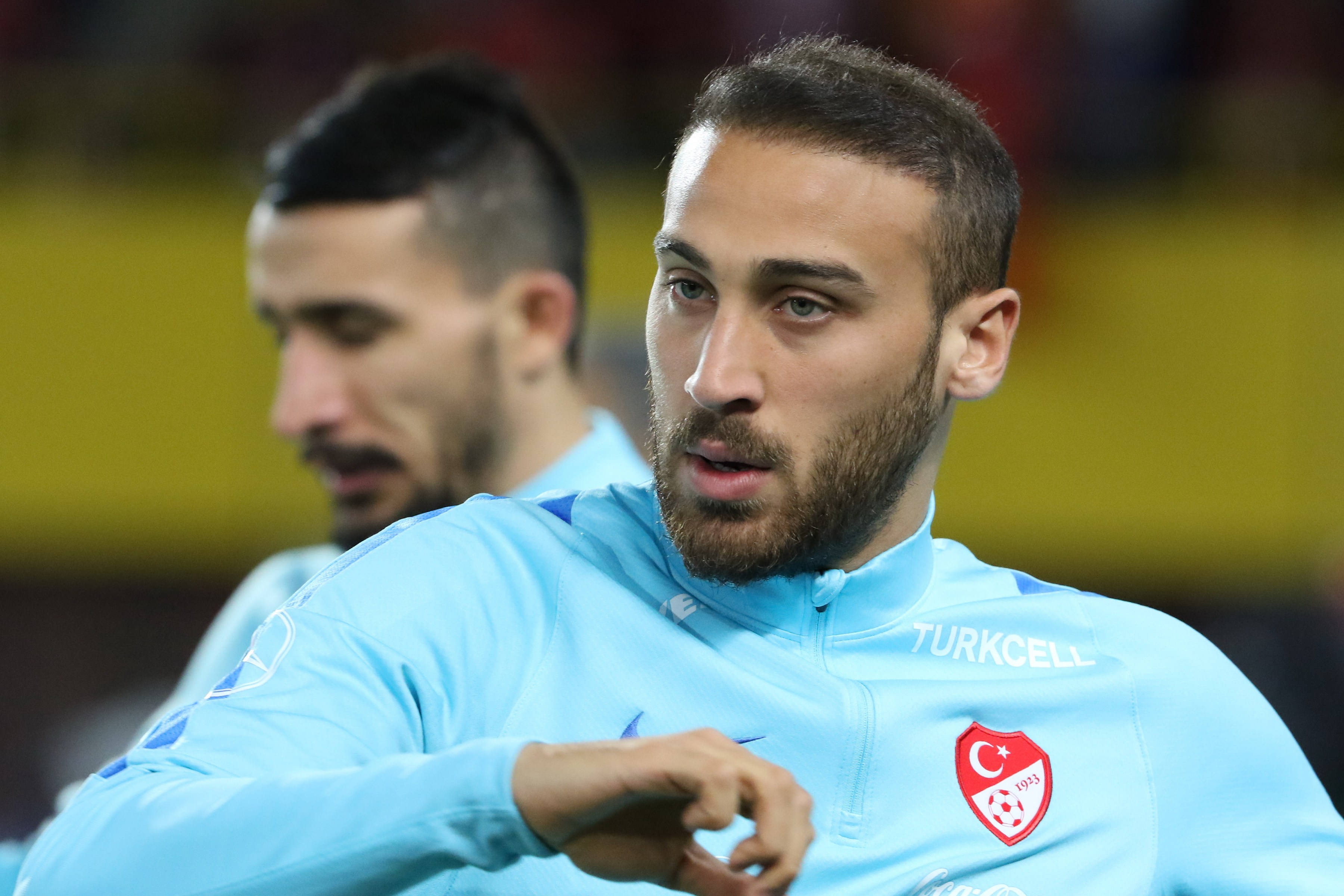
Cenk Tosun (2016)

## Tests und Vorbereitungen
Die Vorbereitung für das Turnier begann am 18. Mai im Regnum Carya Hotel in Antalya. Das erste Vorbereitungsspiel fand am 27. Mai gegen Aserbaidschan (2:1) statt. In dieser Begegnung gaben Gökhan Akkan, Kerem Aktürkoğlu, Altay Bayındır, Halil Dervişoğlu und Rıdvan Yılmaz ihr Länderspieldebüt. Vier Tage später wurde ein Vorbereitungsspiel gegen Guinea austragen (0:0). Es war die erste Partie zwischen diesen beiden Ländern.
Am 3. Juni reiste das türkische Aufgebot nach Paderborn und blieb bis zum 10. Juni im Hotel-Residence Klosterpforte in Harsewinkel. Das letzte Länderspiel vor der Europameisterschaft wurde am 3. Juni gegen die Republik Moldau in der Benteler-Arena ausgetragen und mit 2:0 gewonnen. Einen Tag vor dem Eröffnungsspiel gegen Italien reiste die Mannschaft nach Rom.

### Spiele
Alle Vorbereitungsspiele vor der UEFA Euro 2020.
- Alle Torschützenangaben nur aus türkischer Sicht.

| 27. Mai 2021 | Alanya    | Türkei | – | Aserbaidschan | 2:1 (2:1) | 1:1 Halil Dervişoğlu (34.), 2:1 Kaan Ayhan (45.) |
| 31. Mai 2021 | Antalya   | Türkei | – | Guinea        | 0:0       |                                                  |
| 3. Juni 2021 | Paderborn | Türkei | – | Moldau        | 2:0 (0:0) | 1:0 Burak Yılmaz (58.), 2:0 Cengiz Ünder (77.)   |

## Türkisches Aufgebot
Der türkische Cheftrainer Şenol Güneş gab am 14. Mai 2021 den vorläufigen Kader für die EM bekannt. Am 2. Juni 2021 wurde das EM-Aufgebot bekannt gegeben. Halil Akbunar, Gökhan Akkan, Efecan Karaca und Mahmut Tekdemir wurden aus dem vorläufigen Kader gestrichen.
| Position   | Nr. | Name              | Verein                     | Geburts- datum | Ein- sätze 1 | Tore 1 | Debüt                                        | Letzter Einsatz                   | vorherige EM-Spiele | Anzahl der Spiele | Tor | Gelbe Karte | Gelb-Rote Karte | Rote Karte |
| ---------- | --- | ----------------- | -------------------------- | -------------- | ------------ | ------ | -------------------------------------------- | --------------------------------- | ------------------- | ----------------- | --- | ----------- | --------------- | ---------- |
| Torhüter   | 12  | Altay Bayındır    | Fenerbahçe Istanbul (I)    | 14. Apr. 1998  | 01           | 0      | 27. Mai 2021, gegen Aserbaidschan            | 27. Mai 2021, gegen Aserbaidschan |                     |                   |     |             |                 |            |
| Torhüter   | 23  | Uğurcan Çakır     | Trabzonspor (I)            | 5. Apr. 1996   | 09           | 0      | 30. Mai 2019, gegen Griechenland             | 20. Juni 2021, gegen Schweiz      |                     | 3                 |     |             |                 |            |
| Torhüter   | 01  | Mert Günok        | Istanbul Başakşehir FK (I) | 1. März 1989   | 22           | 0      | 24. Mai 2012, gegen Georgien                 | 31. Mai 2021, gegen Guinea        |                     |                   |     |             |                 |            |
| Abwehr     | 22  | Kaan Ayhan        | US Sassuolo Calcio (I)     | 10. Nov. 1994  | 37           | 04     | 31. Aug. 2016, gegen Russland                | 20. Juni 2021, gegen Schweiz      |                     | 3                 |     |             |                 |            |
| Abwehr     | 02  | Zeki Çelik        | OSC LilleM (I)             | 17. Feb. 1997  | 20           | 02     | 5. Juni 2018, gegen Russland                 | 20. Juni 2021, gegen Schweiz      |                     | 3                 |     | 1           |                 |            |
| Abwehr     | 03  | Merih Demiral     | Juventus TurinP (I)        | 5. März 1998   | 21           | 0      | 20. Nov. 2018, gegen Ukraine                 | 20. Juni 2021, gegen Schweiz      |                     | 3                 |     |             |                 |            |
| Abwehr     | 15  | Ozan Kabak        | FC Liverpool (I)           | 25. März 2000  | 12           | 0      | 17. Nov. 2019, gegen Andorra                 | 3. Juni 2021, gegen Moldau        |                     |                   |     |             |                 |            |
| Abwehr     | 13  | Umut Meraş        | Le Havre AC (II)           | 20. Dez. 1995  | 13           | 0      | 30. Mai 2019, gegen Griechenland             | 11. Juni 2021, gegen Italien      |                     | 2                 |     |             |                 |            |
| Abwehr     | 25  | Mert Müldür       | US Sassuolo Calcio (I)     | 3. Apr. 1999   | 08           | 0      | 11. Okt. 2018, gegen Bosnien und Herzegowina | 20. Juni 2021, gegen Schweiz      |                     | 2                 |     |             |                 |            |
| Abwehr     | 04  | Çağlar Söyüncü    | Leicester City (I)         | 23. Mai 1996   | 35           | 02     | 24. März 2016, gegen Schweden                | 20. Juni 2021, gegen Schweiz      |                     | 3                 |     | 2           |                 |            |
| Abwehr     | 18  | Rıdvan Yılmaz     | Beşiktaş IstanbulM/P (I)   | 21. Mai 2001   | 02           | 0      | 27. Mai 2021, gegen Aserbaidschan            | 31. Mai 2021, gegen Guinea        |                     |                   |     |             |                 |            |
| Mittelfeld | 14  | Taylan Antalyalı  | Galatasaray Istanbul (I)   | 8. Jan. 1995   | 06           | 0      | 24. März 2021, gegen Niederlande             | 3. Juni 2021, gegen Moldau        |                     |                   |     |             |                 |            |
| Mittelfeld | 10  | Hakan Çalhanoğlu  | AC Mailand (I)             | 8. Feb. 1994   | 56           | 13     | 6. Sep. 2013, gegen Andorra                  | 20. Juni 2021, gegen Schweiz      | 2 (2016)            | 3                 |     | 2           |                 |            |
| Mittelfeld | 21  | İrfan Can Kahveci | Fenerbahçe Istanbul (I)    | 15. Juli 1995  | 18           | 0      | 23. März 2018, gegen Irland                  | 20. Juni 2021, gegen Schweiz      |                     | 3                 | 1   |             |                 |            |
| Mittelfeld | 19  | Orkun Kökçü       | Feyenoord Rotterdam (I)    | 29. Dez. 2000  | 06           | 0      | 6. Sep. 2020, gegen Serbien                  | 20. Juni 2021, gegen Schweiz      |                     | 1                 |     |             |                 |            |
| Mittelfeld | 08  | Dorukhan Toköz    | Beşiktaş IstanbulM/P (I)   | 21. Mai 1996   | 09           | 01     | 22. März 2019, gegen Albanien                | 20. Juni 2021, gegen Schweiz      |                     | 1                 |     |             |                 |            |
| Mittelfeld | 06  | Ozan Tufan        | Fenerbahçe Istanbul (I)    | 23. März 1995  | 60           | 09     | 25. Mai 2014, gegen Irland                   | 20. Juni 2021, gegen Schweiz      | 3 (2016)            | 3                 |     |             |                 |            |
| Mittelfeld | 11  | Yusuf Yazıcı      | OSC LilleM (I)             | 29. Jan. 1997  | 31           | 01     | 11. Juni 2017, gegen Kosovo                  | 20. Juni 2021, gegen Schweiz      |                     | 3                 |     |             |                 |            |
| Mittelfeld | 05  | Okay Yokuşlu      | West Bromwich Albion (I)   | 9. März 1994   | 34           | 01     | 17. Nov. 2015, gegen Griechenland            | 20. Juni 2021, gegen Schweiz      |                     | 3                 |     |             |                 |            |
| Angriff    | 24  | Kerem Aktürkoğlu  | Galatasaray Istanbul (I)   | 21. Okt. 1998  | 01           | 0      | 27. Mai 2021, gegen Aserbaidschan            | 27. Mai 2021, gegen Aserbaidschan |                     |                   |     |             |                 |            |
| Angriff    | 26  | Halil Dervişoğlu  | Galatasaray Istanbul (I)   | 8. Dez. 1999   | 02           | 0      | 27. Mai 2021, gegen Aserbaidschan            | 11. Juni 2021, gegen Italien      |                     | 2                 |     | 1           |                 |            |
| Angriff    | 09  | Kenan Karaman     | Fortuna Düsseldorf (II)    | 5. März 1994   | 22           | 05     | 9. Nov. 2017, gegen Rumänien                 | 20. Juni 2021, gegen Schweiz      |                     | 3                 |     |             |                 |            |
| Angriff    | 20  | Abdülkadir Ömür   | Trabzonspor (I)            | 25. Juni 1999  | 09           | 0      | 30. Mai 2019, gegen Griechenland             | 31. Mai 2021, gegen Guinea        |                     |                   |     |             |                 |            |
| Angriff    | 16  | Enes Ünal         | FC Getafe (I)              | 10. Mai 1997   | 22           | 02     | 30. Mai 2019, gegen Griechenland             | 31. Mai 2021, gegen Guinea        |                     |                   |     |             |                 |            |
| Angriff    | 07  | Cengiz Ünder      | Leicester City (I)         | 14. Juli 1997  | 29           | 09     | 12. Nov. 2016, gegen Kosovo                  | 20. Juni 2021, gegen Schweiz      |                     | 3                 |     |             |                 |            |
| Angriff    | 17  | Burak Yılmaz      | OSC LilleM (I)             | 15. Juli 1985  | 67           | 29     | 12. Apr. 2006, gegen Aserbaidschan           | 20. Juni 2021, gegen Schweiz      | 3 (2016)            | 3                 |     | 1           |                 |            |
| Trainer    |     | Şenol Güneş       |                            | 01.06.1952     |              |        |                                              |                                   |                     |                   |     |             |                 |            |

Anmerkungen: Anmerkungen: M = Meister 2020/21, P = Pokalsieger 2020/21

### Spieler, die nur im vorläufigen Kader standen
| Position   | Nr. | Name            | Verein                     | Geburts- datum | Ein- sätze 1 | Tore 1 | Debüt                             | Letzter Einsatz                   | EM-Spiele | Anzahl der Spiele | Tor | Gelbe Karte | Gelb-Rote Karte | Rote Karte |
| ---------- | --- | --------------- | -------------------------- | -------------- | ------------ | ------ | --------------------------------- | --------------------------------- | --------- | ----------------- | --- | ----------- | --------------- | ---------- |
| Torhüter   |     | Gökhan Akkan    | Çaykur Rizespor (I)        | 1. Jan. 1995   | 01           | 0      | 27. Mai 2021, gegen Aserbaidschan | 27. Mai 2021, gegen Aserbaidschan | –         | –                 | –   | –           | –               | -          |
| Mittelfeld |     | Mahmut Tekdemir | Istanbul Başakşehir FK (I) | 20. Jan. 1998  | 22           | 0      | 31. März 2015, gegen Luxemburg    | 31. Mai 2021, gegen Guinea        | –         | –                 | –   | –           | –               | -          |
| Angriff    |     | Halil Akbunar   | Göztepe Izmir (I)          | 9. Nov. 1993   | 02           | 0      | 27. März 2021, gegen Norwegen     | 27. Mai 2021, gegen Aserbaidschan | –         | –                 | –   | –           | –               | -          |
| Angriff    |     | Efecan Karaca   | Alanyaspor (I)             | 16. Nov. 1989  | 07           | 01     | 25. März 2019, gegen Moldau       | 31. Mai 2021, gegen Guinea        | –         | –                 | –   | –           | –               | -          |

## Endrunde

### Gruppenspiele
| Pl.                                                                                                | Land    | Sp. | S | U | N | Tore    | Diff. | Punkte |
| -------------------------------------------------------------------------------------------------- | ------- | --- | - | - | - | ------- | ----- | ------ |
| 1.                                                                                                 | Italien | 3   | 3 | 0 | 0 | 007:000 | +7    | 09     |
| 2.                                                                                                 | Wales   | 3   | 1 | 1 | 1 | 003:200 | +1    | 04     |
| 3.                                                                                                 | Schweiz | 3   | 1 | 1 | 1 | 004:500 | −1    | 04     |
| 4.                                                                                                 | Türkei  | 3   | 0 | 0 | 3 | 001:800 | −7    | 0      |
| Für die Platzierung war die Tordifferenz aus allen Spielen ausschlaggebend (Wales +1, Schweiz -1). |         |     |   |   |   |         |       |        |

|                                    |   |         |           |
| 11. Juni 2021 um 21:00 Uhr in Rom  |   |         |           |
| Türkei                             | – | Italien | 0:3 (0:0) |
| 16. Juni 2021 um 18:00 Uhr in Baku |   |         |           |
| Türkei                             | – | Wales   | 0:2 (0:1) |
| 20. Juni 2021 um 18:00 Uhr in Baku |   |         |           |
| Schweiz                            | – | Türkei  | 3:1 (2:0) |